# Тори (село)
Тори (рос. Торы) — село Тункинського району, Бурятії Росії. Входить до складу Сільського поселення Тори.
Населення — 876 осіб (2015 рік).

## Географія
Розташоване на 53-му кілометрі Тункінского тракту, в 65 км на схід від районного центру, села Кирен, на правому березі Іркут, в Торській улоговині.